# 金日成奖
金日成奖（朝鲜语：／）是朝鲜民主主义人民共和国的奖项，用以表彰在各领域做出模范贡献的人士和对象（包括建筑物、文艺作品和科技成果等）。1972年3月20日朝鲜民主主义人民共和国最高人民会议常任委员会发布政令设立。颁奖仪式一般在每年4月15日进行，获奖者会得到奖状和金质奖章。

## 获奖者
金日成奖曾颁发给许多人士、团体和作品，以下是部分名单：

### 政治家
- 金正日。[2]

### 学者
- 李升基，维尼纶的发明者之一。[4]
- 郑宗根，2018年获奖。[1]
- 李申雄（1941－），金策工业综合大学研究员。[5]
- 徐才英（？－2017），人民经济大学研究员。[6]
- 高英海，金日成综合大学物理系教员。2014年3月26日获奖。[7]
- 金宗世（？－2013），金策工业综合大学教授。[8]

### 文艺工作者
- 金元均，音乐家，《金日成将军之歌》和的作者。[9]
- 金泽成、金哲、金光哲，均为魔术师。[10]
- 徐正健（？－2017），人民艺术家。[11]
- 李希赞（？－2019），作家。[12]
- 严吉善，亦译严吉鲜，导演、演员，主要作品有《安重根击毙伊藤博文》。[13]

### 运动员
- 李世光，体操运动员，2016年夏季奥林匹克运动会体操比赛男子跳马冠军，2018年获奖。[14]
- 林贞心，举重运动员，2012年夏季奥林匹克运动会举重比赛女子69公斤级冠军，2016年夏季奥林匹克运动会举重比赛女子75公斤级冠军，2019年获奖。[15]
- 严润哲，举重运动员，2012年夏季奥林匹克运动会举重比赛男子56公斤级冠军，2014年获奖。[16]
- 金银国，举重运动员，2012年夏季奥林匹克运动会举重比赛男子62公斤级冠军，2014年获奖。[17]
- 桂顺姬，柔道运动员，1996年夏季奥林匹克运动会柔道比赛女子48公斤级金牌得主。2003年获奖。[18]

### 其他人物
- 李春姬，资深播音员，2012年4月获奖。[19]
- 崔成元（1941－），资深播音员。[5]

### 科技成果
- 平安北道元山工具厂的数控刀具自动流水线，2011年2月16日获奖。[20]

### 艺术作品
- 轻喜剧《回声》，1961年金日成观看时予以赞赏，2010年4月29日获奖。[21]
- 阿里郎团体操。[22]